# Falköpings Tidning
Falköpings Tidning (förkortat FT) är en svensk dagstidning, med bas i Falköping. Den grundades 1857 och ingår numera i Hall Media, Bonnier News Local.

## Historia
Tidningen grundades 1857 av boktryckaren Carl Johan Forsell. Det första numret gavs ut den 7 februari, under namnet Falköpings Tidning – Tidningen från Falköpings stad och Falbygden.
Boktryckaren August Johansson var 1879 ansvarig för tidningen.

### Vrang-eran
Under lång tid var den moderate riksdagsledamoten Erik Pärson Vrang (1870–1958) redaktör för tidningen. Han anställdes som redaktör 1899, sedan tidningen sålts till ett nybildat aktiebolag. Pärson Vrang styrde tidningens redaktion fram till 1945, då han lämnade över ledningen till sin son Arvid Vrang. Tidningen har även senare haft en moderat ledarsida.
Utgivningsfrekvensen var fram till 1865 en gång i veckan. Tidningen var därefter, fram till 1942, en tvådagarstidning. Detta år övergick man till en utgivning som tredagarstidning och med morgonutgivning.

### Sent 1900-tal
Ett samarbete med Västgöta-Bladet inleddes 1972. Både textproduktion och tidningstryck skedde därefter i Falköping.
1979 köptes Falköpings Tidning av Herenco AB. Det var i samband med uppköpet 1979 (alternativt redan 1978) som Falköpings Tidning började ges ut fyra dagar i veckan. Samtidigt inleddes ett samarbete med Västgöta-Bladet, med olika editioner av de båda tidningarna.
Två år senare byttes tidningens namn till FT/Falköpings Tidning. I denna veva bytte man även format på tidningen, från fullformat till tabloid. Trycket av tidningen övergick då till Skaraborgspress i Skara, ett tryckeri där ett antal skaraborgstidningar ingick som delägare.
Runt årsskiftet 1995/1995 fördjupades samarbetet mellan fyra olika skaraborgstidningar – Falköpings Tidning, Skaraborgs Läns Tidning, Västgöta-Bladet och Skövde Nyheter. Därefter flyttade tryckningen av tidningen till Jönköping, där ägaren Herenco redan tryckte bland annat Jönköpings-Posten. Tidningen återgick även för en tid till fullformat, med sexdagarsutgivning. Senare har man återgått till tabloid med fyradagarsutgivning – måndag, onsdag, torsdag och fredag.
Från 1960-talet och till åren runt millennieskiftet har den publicistiska ledningen av FT legat hos först Lars-Erik Linnarsson och därefter Bo Båsse Johansson. De har både fungerat som ansvarig utgivare och chefredaktör.

### 2000-talet
2013 lanserades Falköpings Tidnings webbversion, och 2016 lanserades appen med samma namn.
I början av 2020 köpte Bonnier News Local upp Hall Media, där Falköpings Tidning ingick. Vid uppköpet av Hall Media tillträdde Patricia Svensson som ansvarig utgivare och chefredaktör, för Falköpings Tidning liksom för de tre samarbetstidningarna. I september 2022 tog Adam Jönsson över som chefredaktör och ansvarig utgivare för Falköpings Tidning, samt för Skaraborgs Läns Tidning, Västgöta-Bladet samt Skövde Nyheter.
I december 2023 lämnade Adam Jönsson uppdraget som chefredaktör och ansvarig utgivare för Skaraborgs Läns Tidning, Västgöta-Bladet och Skövde Nyheter, men fortsatte som ansvarig utgivare och chefredaktör på Falköpings Tidning.
Under tidigt 2025 meddelade Jönsson att han lämnar uppdraget som chefredaktör och ansvarig utgivare. Sara Fridholm rekryterades som ny chefredaktör och ansvarig utgivare, med start 1 september 2025. 